# Rocchetta Belbo
Rocchetta Belbo (piemontiul: Rochëtta an Belb) település Olaszországban, Piemont régióban, Cuneo megyében. Lakosainak száma 158 fő (2023. január 1.). Rocchetta Belbo Castino, Cossano Belbo, Mango és Vesime községekkel határos.

## Népesség
A település lakossága az elmúlt években az alábbi módon változott:
| Lakosok száma | 167  | 165  | 158  |
|               | 2017 | 2018 | 2023 |